# Hợp Đức (xã)
Hợp Đức là một xã thuộc huyện Tân Yên, tỉnh Bắc Giang, Việt Nam.
Xã Hợp Đức có diện tích 9,97 km², dân số năm 1999 là 6214 người, mật độ dân số đạt 623 người/km².